# Kijevszkaja metróállomás (Filjovszkaja vonal)
A moszkvai metró 4-es számú, világoskék színnel jelzett, Filjovszkaja nevű vonalának Kijevszkaja állomása a közeli Kijevi pályaudvarról kapta nevét. A Dorogomilovo kerületben, a főváros Nyugati közigazgatási körzetében helyezkedik el. Az állomáson átszállási lehetőség van a Kolcevaja vonal Kijevszkaja állomására, valamint az Arbatszko-Pokrovszkaja vonal Kijevszkaja állomására Szomszédos állomásai a Filjovszkaja vonalon (elágazással) a Sztugyencseszkaja, a Visztavocsnaja és a Szmolenszkaja.
A kéreg alatti, 8,7 méter mélyen fekvő állomást 1937. március 20-án nyitották meg az innen a Szmolenszkaja metróállomásig terjedő új szakasz átadásának keretében. Ez lett a moszkvai metró 14. állomása.
Az állomást 2014-16 között teljes restaurációnak vetették alá, helyreállították az eredeti állapotot, a nyolcvan év alatt megkopott berendezést, díszítményeket.

## Képgaléria

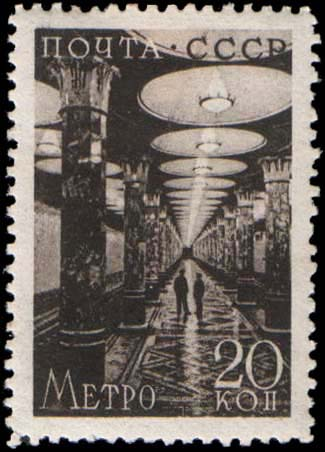
Az állomás egy 1938-as bélyegen
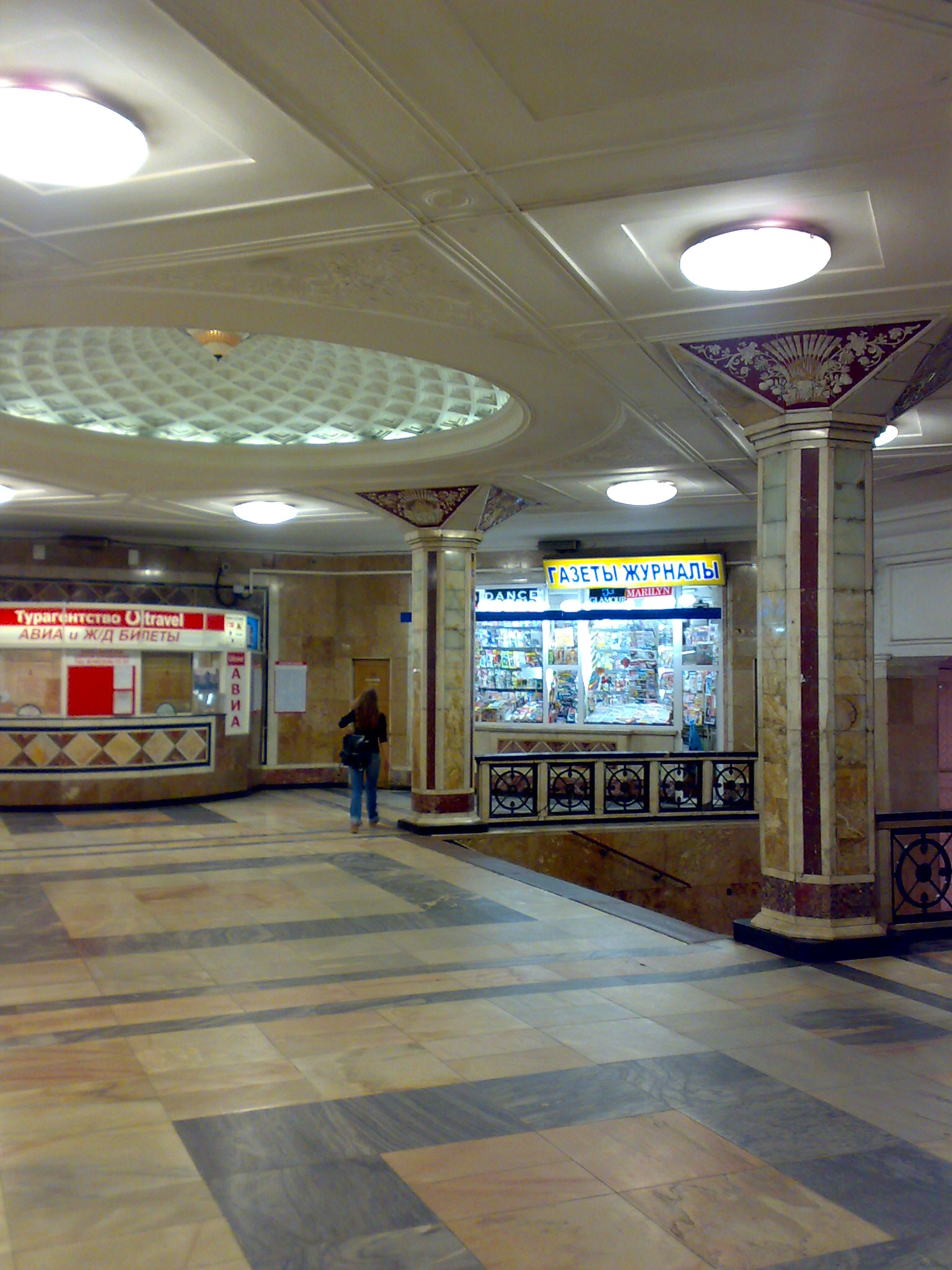
Előcsarnok
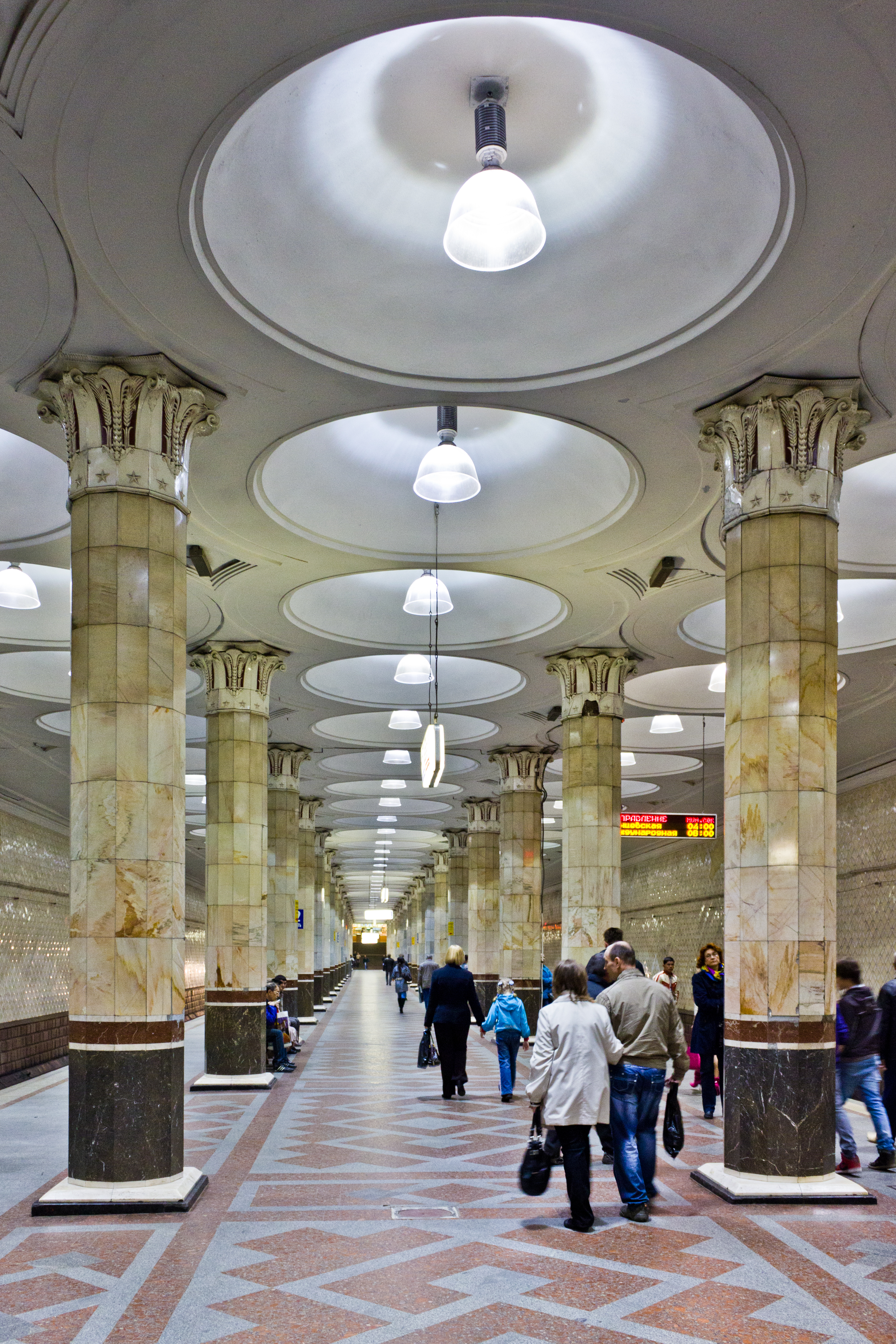
Oszlopsor
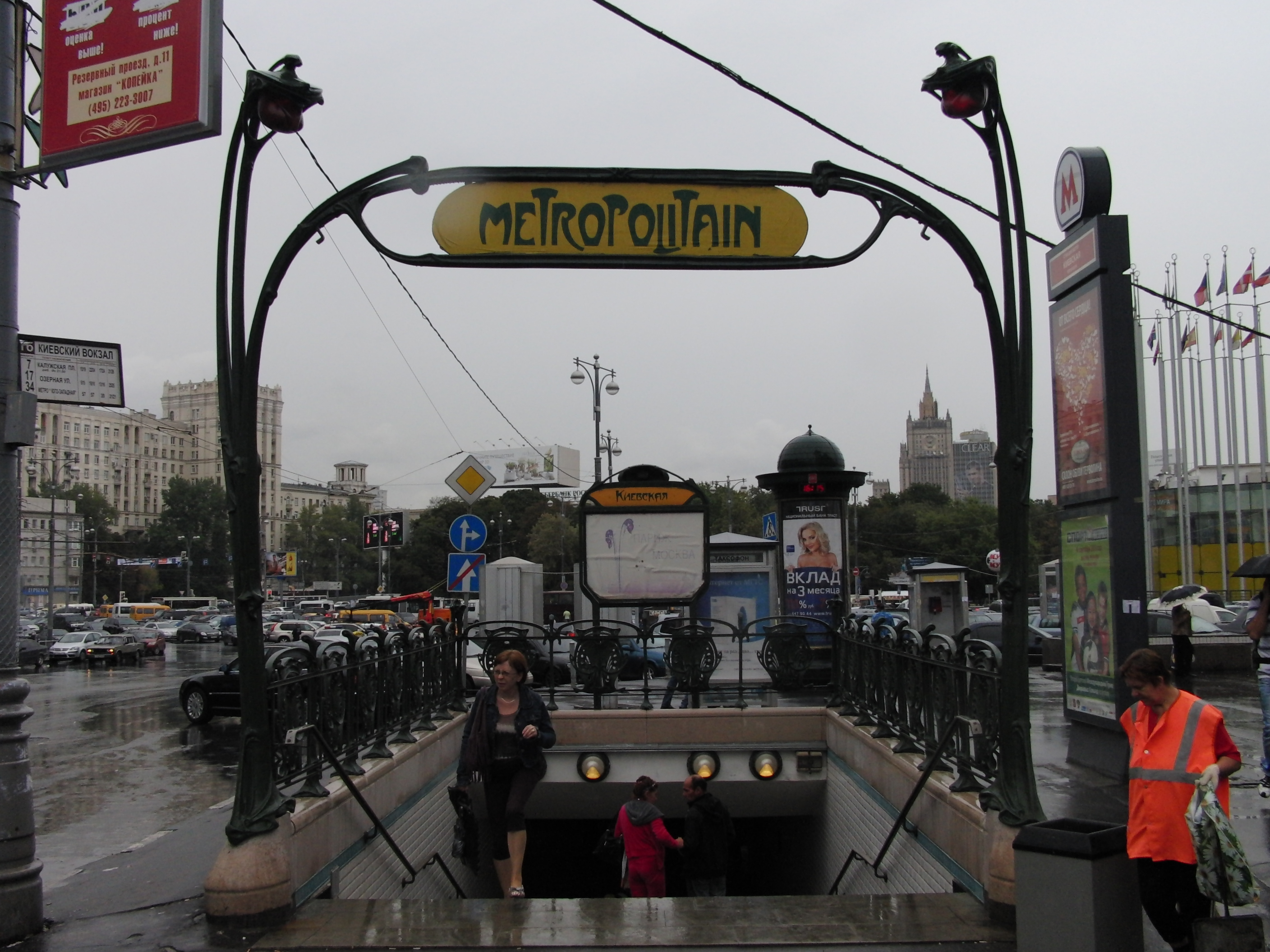
Párizsi stílusú bejárat a felszínről

## Fordítás
- Ez a szócikk részben vagy egészben  a(z)   Киевская (станция метро, Filjovszkaja линия) című orosz Wikipédia-szócikk ezen változatának fordításán alapul.  Az eredeti cikk szerkesztőit annak laptörténete sorolja fel. Ez a jelzés csupán a megfogalmazás eredetét és a szerzői jogokat jelzi, nem szolgál a cikkben szereplő információk forrásmegjelöléseként.